# زفارته مير
زفارته مير هي بحيرة هولندية على حدود مقاطعتي فليفولاند وأوفرايسل.